# Броманс
Броманс (на английски: bromance) е близка, емоционална, несексуална връзка между двама или повече мъже, по-дълбока и по-интимна, отколкото приятелство.
Нарастващата популярност на тази концепция в началото на XXI век се разглежда като отражение на промените в обществото, предимно по-голямата откритост по въпросите на половата идентичност и сексуалността.
Като примери за bromance могат да се посочат: Мат Деймън и Бен Афлек, Шерлок Холмс и Джон Уотсън, Фродо Бегинс и Самознай Майтапер, Мериадок Брендифук и Перегрин Тук.